# Admetovis icarus
Admetovis icarus is een vlinder uit de familie van de uilen (Noctuidae). De wetenschappelijke naam van de soort werd voor het eerst geldig gepubliceerd in 2018 door Crabo en Schmidt.

## Voorkomen
De soort komt voor in het westen van Noord-Amerika in zowel Canada als de Verenigde Staten.